# Onychiurus ravanicae
Onychiurus ravanicae is een springstaartensoort uit de familie van de Onychiuridae. De wetenschappelijke naam van de soort is voor het eerst geldig gepubliceerd in 1998 door Curcic & Lucic.